# Françoise Moitessier
Françoise Moitessier de Cazalet est une navigatrice, conférencière et auteure française, épouse du navigateur français Bernard Moitessier. 

## Biographie
Amis d'enfance, alors qu'elle a trois enfants d'un premier mariage, Françoise et Bernard se retrouvent en 1958 et se marient en 1961 après son divorce.
À bord de Joshua, ils quittent la France en 1963 pour une grande croisière qui les mènera en Polynésie. Le retour s'effectue par le Cap Horn, un voyage mémorable où ils auront à subir une terrible tempête. Le navigateur en tirera le livre Cap Horn à la voile.
Bernard Moitessier s'engage en 1969 dans le Golden Globe, premier tour du monde à la voile en solitaire et sans escale. Alors qu'il est en tête, il décide de ne pas rentrer et continue vers Tahiti.
Le couple est désormais séparé. Françoise fait alors des conférences, monte et montre des films sur Joshua. Cependant depuis 1966, subjuguée par la vie en mer, elle caresse l'idée d'avoir son bateau à elle.
Elle fait alors construire Croc-Blanc, voilier de 12,45 mètres en ferro-ciment, sur un plan de l'architecte naval Jean-Claude Meyran.
Une longue croisière va alors la conduire de La Rochelle, d'où elle part en 1977, jusqu'à Singapour, rejoint en 1978. Elle navigue alors en mer de Chine méridionale, jusqu'en 1980.
En 1983, elle repart à bord de Karin III, côtre suédois de 1917, accompagnant son mari, Georges Edouard de Cazalet, le but du voyage étant une nouvelle fois l'Indonésie, mais le voyage s'arrêtera à Singapour.

## Œuvre littéraire
De ses aventures maritimes, elle a tiré un livre : 60 000 milles à la voile. Une partie y est consacrée à ses navigations avec son mari à bord de Joshua, puis avec Croc-Blanc, son bateau.  On y découvre un éclairage intéressant sur la personnalité de Bernard Moitessier.